# Laudetia dominicana
Laudetia dominicana is een spinnensoort in de taxonomische indeling van de bodemzakspinnen (Liocranidae). De spin leeft op de bodem en maakt geen web. Het dier behoort tot het geslacht Laudetia. De wetenschappelijke naam van de soort werd voor het eerst geldig gepubliceerd in 1941 door Gertsch.